# 南部海軍基地 (ウクライナ)
南部海軍基地（なんぶかいぐんきち、ウクライナ語: Військово-морська база «Південь»）は、ウクライナのオデッサ州オデッサに位置する、ウクライナ海軍の基地である。黒海に面し、旗艦ヘーチマン・サハイダーチヌイ（U130 Гетьман Сагайдачний）を有する第30水上艦艇師団などが所在している。

## 歴史
1994年に西部海軍地区（ウクライナ語: Західний морський район）として開設され、2002年に西部海軍基地（ウクライナ語: Західна військово-морська база）へ改称し、2018年から南部海軍基地となっている。
2022年ロシアのウクライナ侵攻の過程で、2023年5月31日、ロシア軍は同月29日の攻撃でオデッサに停泊していたユーリ・オレフィレンコ (揚陸艦)を破壊したことを発表。合わせて同艦が最後まで残っていた主要軍艦であったことを主張した。

## 所属部隊及び艦艇
- 第1水上艦艇師団（ウクライナ語版）
  - ズーク型哨戒艇（英語版）スカドフスク（ウクライナ語版）（U170 Скадовськ）
  - 363U型警備艇リウネ（ウクライナ語版）（U172 Рівне）
  - 376型警備艇AK-02（ウクライナ語版）（U173 АК-02）
  - ギュルザ-M型砲艇ベルジャーンシク（ウクライナ語版）（U175 Бердянськ）
  - ギュルザ-M型砲艇ニーコポリ（ウクライナ語版）（U176 Нікополь）
  - ギュルザ-M型砲艇コストポリ（ウクライナ語版）（U180 Костопіль）
  - タンヤ型作業艇ホラプリスタン（ウクライナ語版）（U241 Гола Пристань）
  - ブライザ型訓練艇ピヴデニィー（ウクライナ語版）（A855 Південний）
- 第28補助艦艇師団（ウクライナ語版）
  - イェルバ型潜水作業艇ポチャイウ（ウクライナ語版）（A701 Почаїв）
  - 2262型救難艦 オレクサンドル・オクリメンコ（ウクライナ語版）（A715 Олександр Охрименко）
  - 潜水作業艇RVK-268（ウクライナ語版）（A724 РВК-258）
  - フラミンゴ型潜水作業カッターロムヌイ（ウクライナ語版）（U732 Ромни）
  - ペトルーシュカ型病院艇ソカル（ウクライナ語版）（A782 Сокаль）
  - ベレザ型消磁艦バールタ（ウクライナ語版）（U811 Балта）
- 第30水上艦艇師団（ウクライナ語版）
  - マトカ型ミサイル艇プルィルークィ（U153 Прилуки）
  - 旧・米アイランド型カッタースラヴャンスク（P190 Слов'янськ）（2022年3月3日戦没[4]）
  - 旧・米アイランド型カッタースタロビルスク（英語版）（P191 Старобільськ）
  - 旧・米アイランド型カッタースームィ（ウクライナ語版）（P192 Суми）
  - 旧・米アイランド型カッターファスチフ（ウクライナ語版）（P193 Фастів）
- 第22独立無線工兵中隊